# Lagartixa-de-pedra
O réptil Phyllopezus pollicaris, pertencente ao gênero Phyllopezus e família Phyllodactylidae, é conhecido popularmente como Lagartixa-de-pedra. É um animal noturno e insetívoro que tem uma ampla distribuição no território brasileiro, ocorrendo no Chaco, Caatinga, Cerrado e no litoral da Mata Atlântica do Nordeste. Também há ocorrência dele na Bolívia, Argentina e no Paraguai. Essa lagartixa pode ser encontrada em fendas de afloramentos rochosos, troncos de árvores, arbustos e folhas. 

## Características
Essa espécie pode medir até 20 cm de comprimento. Tem uma pele fina com grânulos e tubérculos dorsais, um corpo comprimido dorso-ventralmente e uma cauda robusta, membros bem desenvolvidos e a ausência de pálpebras. Tem uma coloração acinzentada e com manchas marrons ou pretas transversais na região dorsal, e a região ventral amarelada. Ela possui um comportamento de termorregulação ectotérmica, necessidade de fontes externas de calor pra manter a temperatura corporal, dependendo de substratos aquecidos, e não apresenta dimorfismo sexual - diferença morfológica entre macho e fêmea. O comportamento predatório da Lagartixa-de-pedra é do tipo de espreita, elas passam a maior parte do tempo parado esperando a presa, e a estratégia de proteção é a de fuga para o abrigo e também autotomia caudal - desprendimento da cauda para enganar o predador. Tem um nicho amplo de alimentação por artrópodes vivos como os grilos, formigas, aranhas, cupins, besouros e etc. Possui uma reprodução continua, cerca de 2 ovos por ninhada, podendo essa ser sazonal no Cerrado. O período mais ativo dessa lagartixa é no inicio da noite. 

## Distribuição
Brasil, Argentina, Paraguai e Bolívia. Presente nos seguintes locais brasileiros: Tocantins, Sergipe, Rio Grande do Norte, Pernambuco, Paraíba, Minas Gerais, Mato Grosso, Mato Grosso do Sul, Alagoas, Piauí, Bahia, Ceara e Goias. 

## Estado de conservação
De acordo com a IUCN, Phyllopezus pollicaris é categorizado como de menor preocupação - avaliação feita em 13/11/2014.